# Bruno Franceschina
Bruno Franceschina (Torino, 8 novembre 1931 – Saluzzo, 19 marzo 2025) è stato un calciatore italiano, di ruolo attaccante.

## Carriera
Dopo l'inizio della carriera nel Saluzzo, si trasferì alla Biellese dove realizzò 36 reti tra partite amichevoli e ufficiali. Esordì in Serie A il 2 ottobre 1953 con la maglia del Torino, nella gara persa contro la Lazio per 1-0.
Con i granata giocò una sola partita in massima serie, prima di trasferirsi nell'estate del 1954 al Bari. In Puglia conquistò la promozione in Serie B collezionando 11 presenze e un gol.
Passò in seguito allo Spezia, dove in 4 stagioni totalizzò 36 reti con un massimo di 14 marcature nel campionato di IV Serie 1956-1957.
Prima di ritirarsi giocò ancora due stagioni, una al Cuneo in Serie D, e una nel Saluzzo, città del cuneese in cui si stabilì.

## Palmarès

### Club

#### Competizioni nazionali
- Serie C: 1

Bari: 1954-1955
- Campionato Interregionale: 1

Spezia: 1957-1958
- Coppa Ottorino Mattei: 1

Spezia: 1957-1958